# 皮昂尼爾 (堪薩斯州)
皮昂尼爾（英語：Pioneer）是位於美國堪薩斯州拉什縣的一個鬼鎮。

## 歷史
皮昂尼爾的郵政局於1878年設立，直到1893年結束營運。

## 地理
皮昂尼爾所處的海拔為高於海平面632米（即2073英呎），而該地所採用的時區為UTC-6，即北美中部時區（CST）。同時該地設有夏令時間，為UTC-6調快一小時，即UTC-5（CDT）。